# Tokyo Dragons
Tokyo Dragons — рок-группа из Великобритании, играющая в стиле хард-рок. Tokyo Dragons получили успех в Великобритании и по всему миру после выпуска удачного альбома и гастролей с такими группами как Nashville Pussy, The Quireboys, Status Quo, Do Me Bad Things и Winnebago Deal.

## История
Группа появилась на телеканале MTV2 в программе Breaking Point, которая спонсировалась Island Records во время поиска новых талантливых коллективов. Tokyo Dragons подписали контракт и записали свой первый альбом, Give Me The Fear, в Rockfield Studios для Island Records в июне 2004. Тогда же группа выпустила свой первый сингл, «Teenage Screamers», который добрался до 61 места в UK Singles Chart. Их дебютный альбом Give Me the Fear был выпущен в сентябре 2005 года и занял 23 место в UK Rock Album Chart. В октябре того же года, группа выпускает свой второй сингл, «Get 'em Off», который входит в UK Singles Chart и занимает 75 позицию. В 2007 году Tokyo Dragons записали новый альбом, Hot Nuts, который вышел 24 сентября 2007 года. Год спустя группа распалась, отыграв последнее шоу. Стив и Мэл собрали новую команду, The Sabretooth Tiger Band. Фил Мэртини некоторое время играл в составе The Quireboys, но позже покинул проект. В интервью 2008 года Матиас Стэйди на вопрос «С кем вы играете сейчас?» ответил «Сам с собой». В настоящий момент неизвестно ни о каком его проекте.

## Дискография

### Альбомы
- 2005 — Give Me The Fear
- 2006 — Give Me the Fear (Bonus Tracks)
- 2007 — Hot Nuts

### Синглы
- 2004 — Teenage Screamers
- 2005 — Get 'Em Off
- 2005 — What the Hell (Tokyo Dragons)
- 2006 — Come on Baby